# 210 v. Chr.
Portal Geschichte | Portal Biografien | Aktuelle Ereignisse | Jahreskalender | Tagesartikel

◄ |
4. Jahrhundert v. Chr. |
3. Jahrhundert v. Chr. |
2. Jahrhundert v. Chr. |
►

◄ | 230er v. Chr. | 220er v. Chr. | 210er v. Chr. | 200er v. Chr. |
190er v. Chr. |
►

◄◄ | ◄ | 213 v. Chr. | 212 v. Chr. | 211 v. Chr. | 210 v. Chr. |
209 v. Chr. |
208 v. Chr. |
207 v. Chr. |
► |
►►
Staatsoberhäupter

## Ereignisse

### Politik und Weltgeschehen

Verlauf des Zweiten Punischen Krieges 218–202 v. Chr.

- Publius Cornelius Scipio wird römischer Oberbefehlshaber auf der Iberischen Halbinsel.
- Karthago räumt Sizilien im Zweiten Punischen Krieg.
- Im Zweiten Punischen Krieg wird eine Zweite Schlacht von Herdonia ausgefochten. Hannibal siegt auch hier und lässt anschließend die nahegelegene Stadt Numistro plündern. Sein römischer Gegner Gnaeus Fulvius Centumalus fällt in der Schlacht. In Rom brechen daraufhin politische Unruhen aus.
- Die Schlacht von Numistro zwischen Hannibal und dem römischen Feldherren Marcus Claudius Marcellus endet ohne eindeutiges Ergebnis.

### Kultur

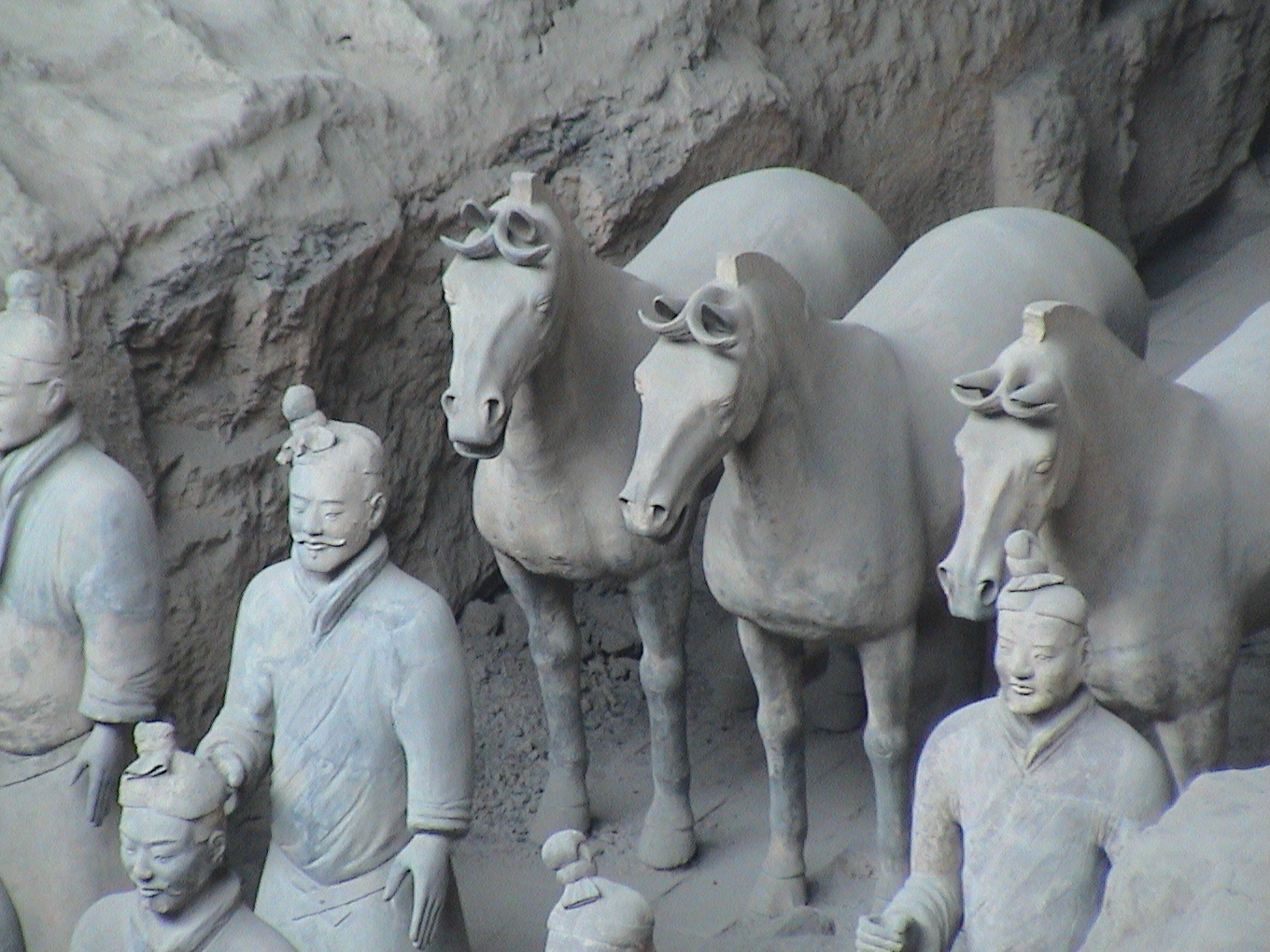
Ausschnitt der 1974 gefundenen Terracotta-Armee: Krieger zu Fuß und Pferde

- Das Mausoleum Qin Shihuangdis, des Begründers der Qin-Dynastie und des chinesischen Kaiserreichs, wird fertiggestellt. Nach seinem Tod am 10. September werden zusammen mit Qin Shihuangdi eine Terrakotta-Armee und alle Konkubinen in dem Grabmal eingeschlossen, die ihm keine Kinder geboren haben.

## Geboren
- 6. Oktober: Ptolemaios V. Epiphanes, ägyptischer Pharao († 180 v. Chr.)
- Han Huidi, chinesischer Kaiser († 188 v. Chr.)

## Gestorben

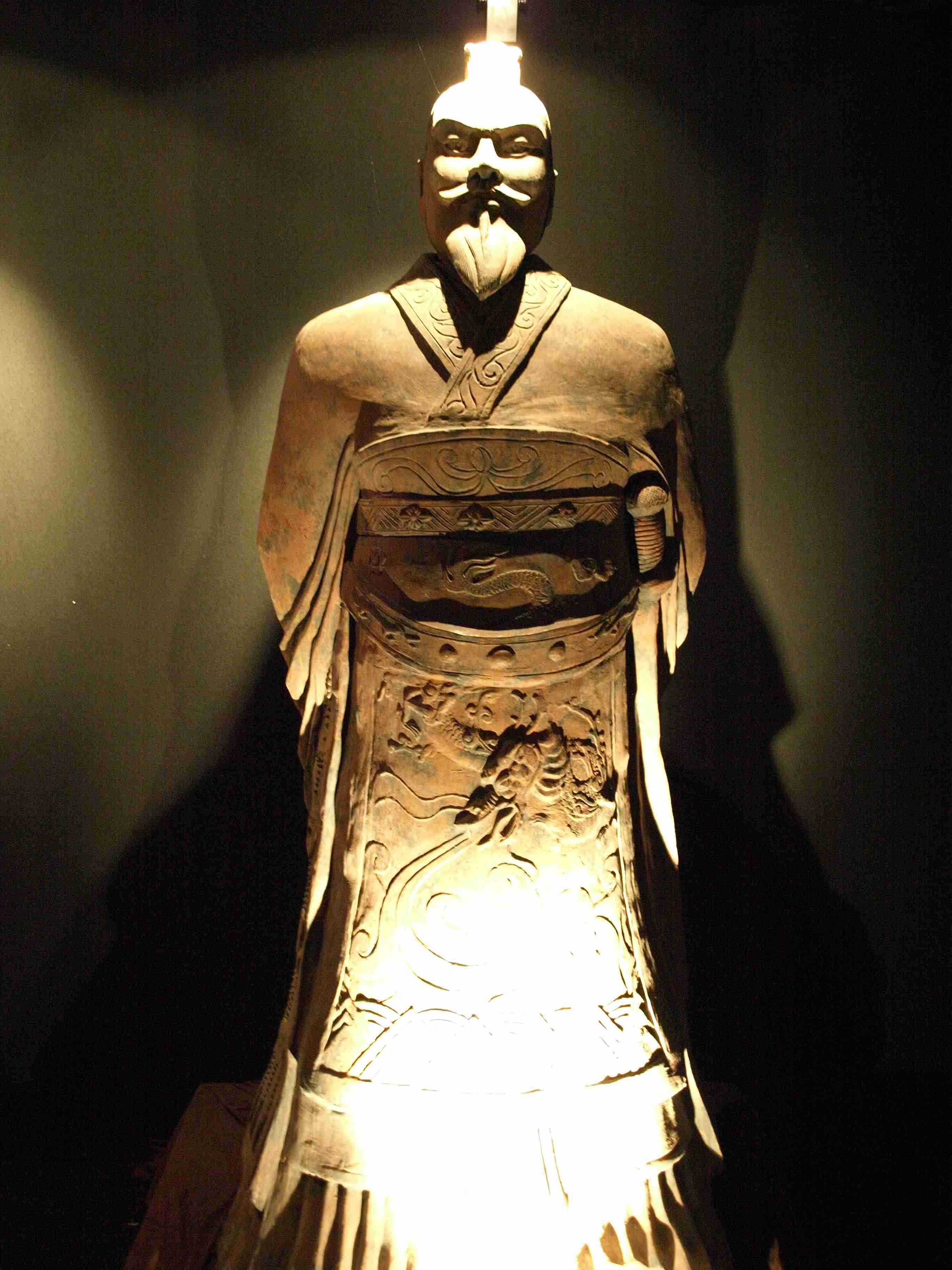
Qin Shihuangdi

- 10. September: Qin Shihuangdi, erster chinesischer Kaiser (* 259 v. Chr.)
- Gnaeus Fulvius Centumalus, römischer Konsul